# Aeroporto Internacional de Brasília
O Aeroporto Internacional de Brasília – Presidente Juscelino Kubitschek (IATA: BSB, ICAO: SBBR) é um aeroporto internacional na região administrativa do Lago Sul, no Distrito Federal. É o terceiro maior aeroporto do Brasil em número de passageiros transportados e o primeiro aeroporto da América do Sul a operar com pistas simultâneas. Desde 20 de abril de 1999, o aeroporto leva o nome de Juscelino Kubitschek (1902–1976), o 21º Presidente do Brasil.
O aeroporto está localizado na região administrativa do Lago Sul, a 13 quilômetros do centro de Brasília. É operado pela Inframérica. O local do aeroporto cobre uma área de cerca de 2.900 hectares de propriedade aeroportuária.
Algumas de suas instalações são compartilhadas com a Base Aérea de Brasília da Força Aérea Brasileira. O Centro Integrado de Controle de Tráfego Aéreo e Defesa Aérea Brasileiro seção 1 (Cindacta I) também está localizado nas proximidades do aeroporto.
O complexo aeroportuário foi concedido à iniciativa privada em 6 de fevereiro de 2012 para o Consórcio Inframérica durante o período de 25 anos, pelo valor de 4,5 bilhões de reais. Em 2019, foi apontado pela consultoria de aviação internacional OAG como o terceiro mais pontual do mundo.

## História

### Construção e inauguração

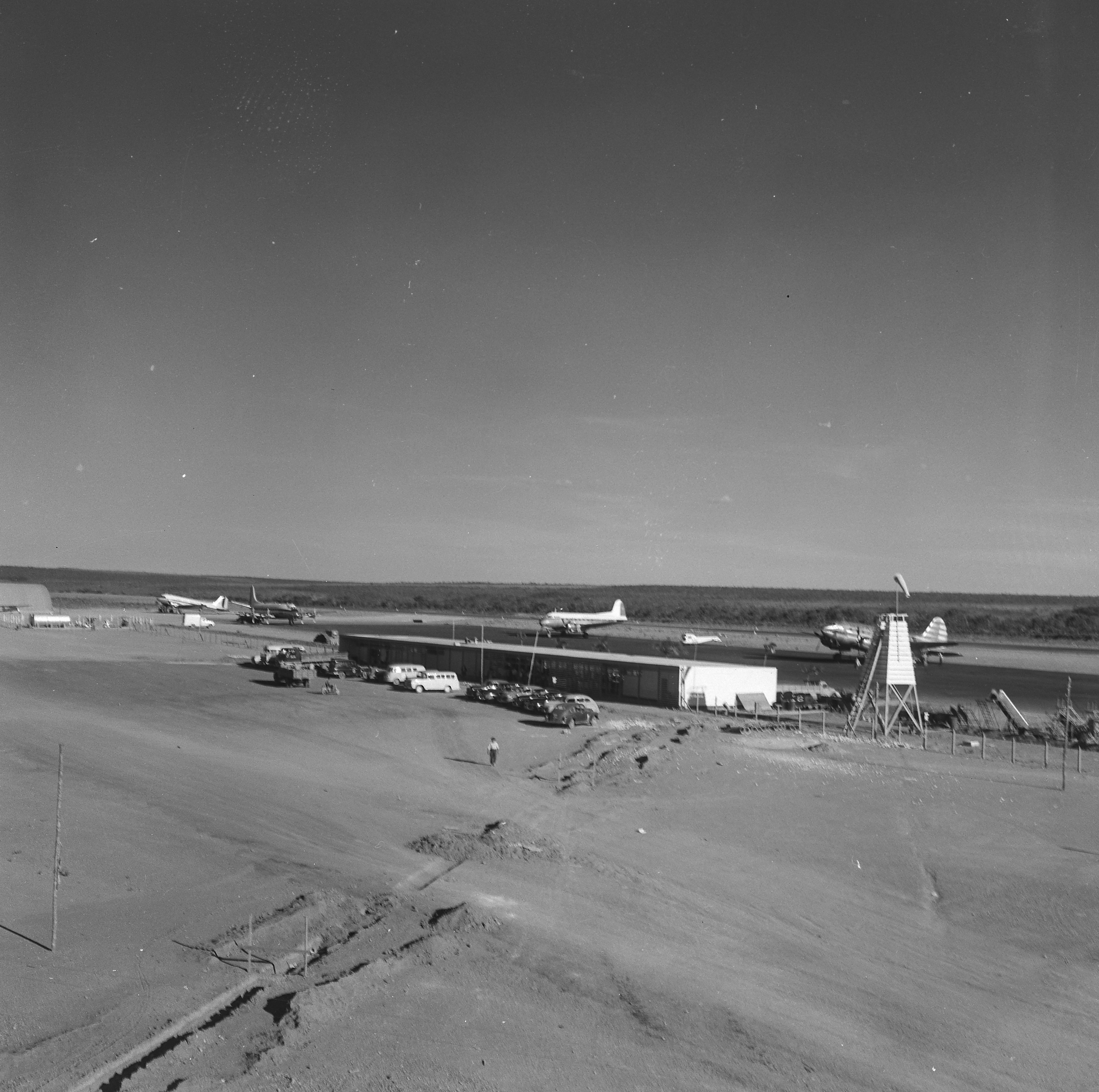
O aeroporto em 1959

O Aeroporto de Vera Cruz, construído em 1955 pelo então vice-governador de Goiás, Bernardo Sayão Carvalho Araújo, a pedido do presidente da sede da Nova Capital Federal, Marechal José Pessoa, já existia. Em 2 de outubro de 1955, o aeroporto recebeu a primeira tripulação de operários que construiria a nova capital. Essa instalação estava localizada onde hoje é o Terminal Integrado de Ônibus e Trem de Brasília. Tinha uma pista de terra de 2,7 quilômetros e um terminal de passageiros em um barraco improvisado de parede de sabugo coberto com folhas de buriti. Esta facilidade, no entanto, foi apenas temporária. A mudança para local definitivo já havia sido identificada como prioridade e as obras foram iniciadas em 6 de novembro de 1956. A obra durou mais de seis meses e exigiu a limpeza de uma área de 1,3 milhão de metros quadrados. A pista foi projetada para ter 3,3 quilômetros mas inicialmente tinha apenas 324 metros de comprimento e 45 metros de largura. O terminal de passageiros foi construído em madeira. Em 2 de abril de 1957, a aeronave presidencial pousou pela primeira vez no local, e a inauguração oficial ocorreu em 3 de maio de 1957. Naquele ano, no mesmo local também foi inaugurada a Base Aérea de Brasília.

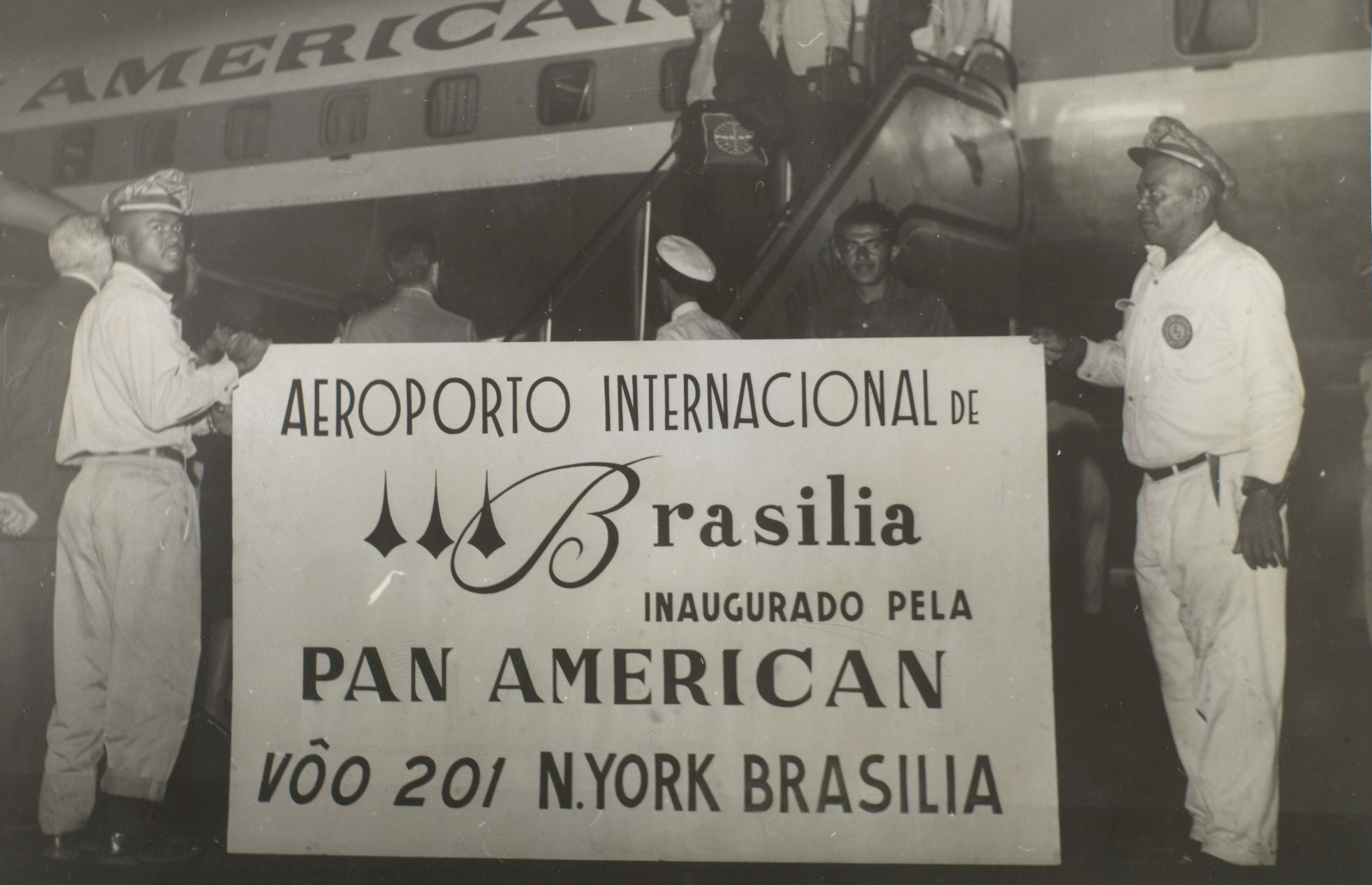
Inauguração do aeroporto de Brasília, pelo voo da Pan Am, em 3 de maio de1957

Apesar de ter sido oficialmente inaugurado no dia 3 de maio de 1957, a primeira etapa de construção da pista foi inaugurada em 2 de abril do mesmo ano, com a recepção de um pouso do Viscount (avião presidencial) que trazia o próprio presidente, os embaixadores da França e de Portugal, ministro, deputados e Lúcio Costa, que acabara de vencer o concurso do Plano Piloto, além de jornalistas estrangeiros. A comitiva viera para Brasília inspecionar as obras da Nova Capital.
A pista do aeroporto foi projetada pelo engenheiro carioca e pioneiro em Brasília (chegou em outubro 1956) Atahualpa Schmitz Prego. Ele era o engenheiro-chefe da Companhia Metropolitana de Engenharia e responsável pela construção do Aeroporto, na conclusão da primeira etapa, foram construídos 2400 metros de pista de operação por 45 metros de largura, na segunda etapa a pista foi ampliada, atingindo 3300 metros de extensão, sendo a mais extensa pista do país até então.

### Ampliação
Em 1965, Oscar Niemeyer propôs um projeto visionário para o Aeroporto de Brasília em substituição ao terminal de madeira: circular, com pilares externos semelhantes ao Palácio da Alvorada e túneis do metrô até o pátio satélite. Porém, o arquiteto perdeu a concessão e, devido ao golpe de estado brasileiro de 1964, o governo militar optou por construir o projeto de Tércio Fontana Pacheco, arquiteto do Ministério da Aeronáutica Brasileira. O aeroporto é, portanto, um dos poucos edifícios importantes de Brasília que não tem relação com Niemeyer.

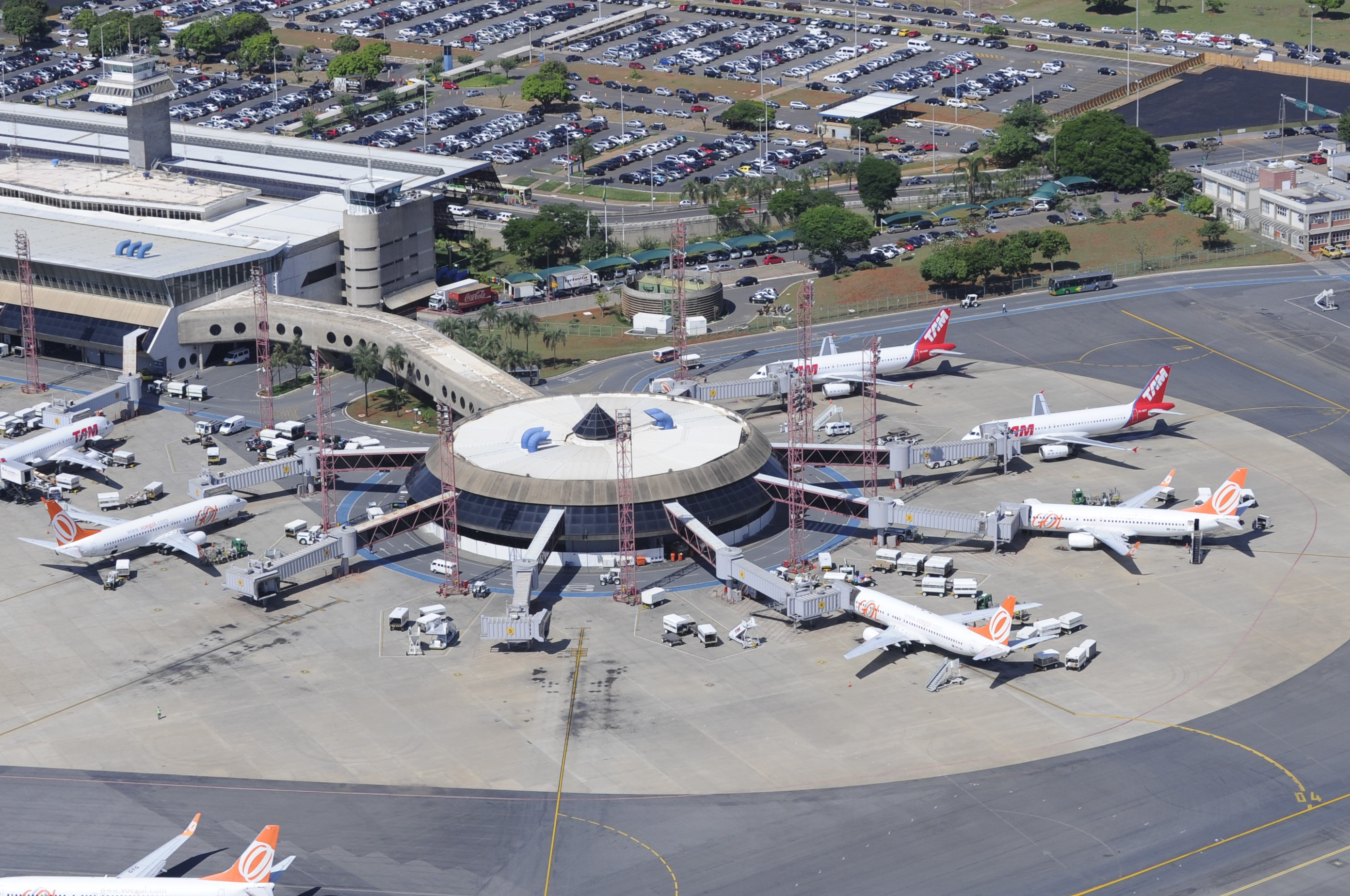
O edifício satélite circular antes da expansão

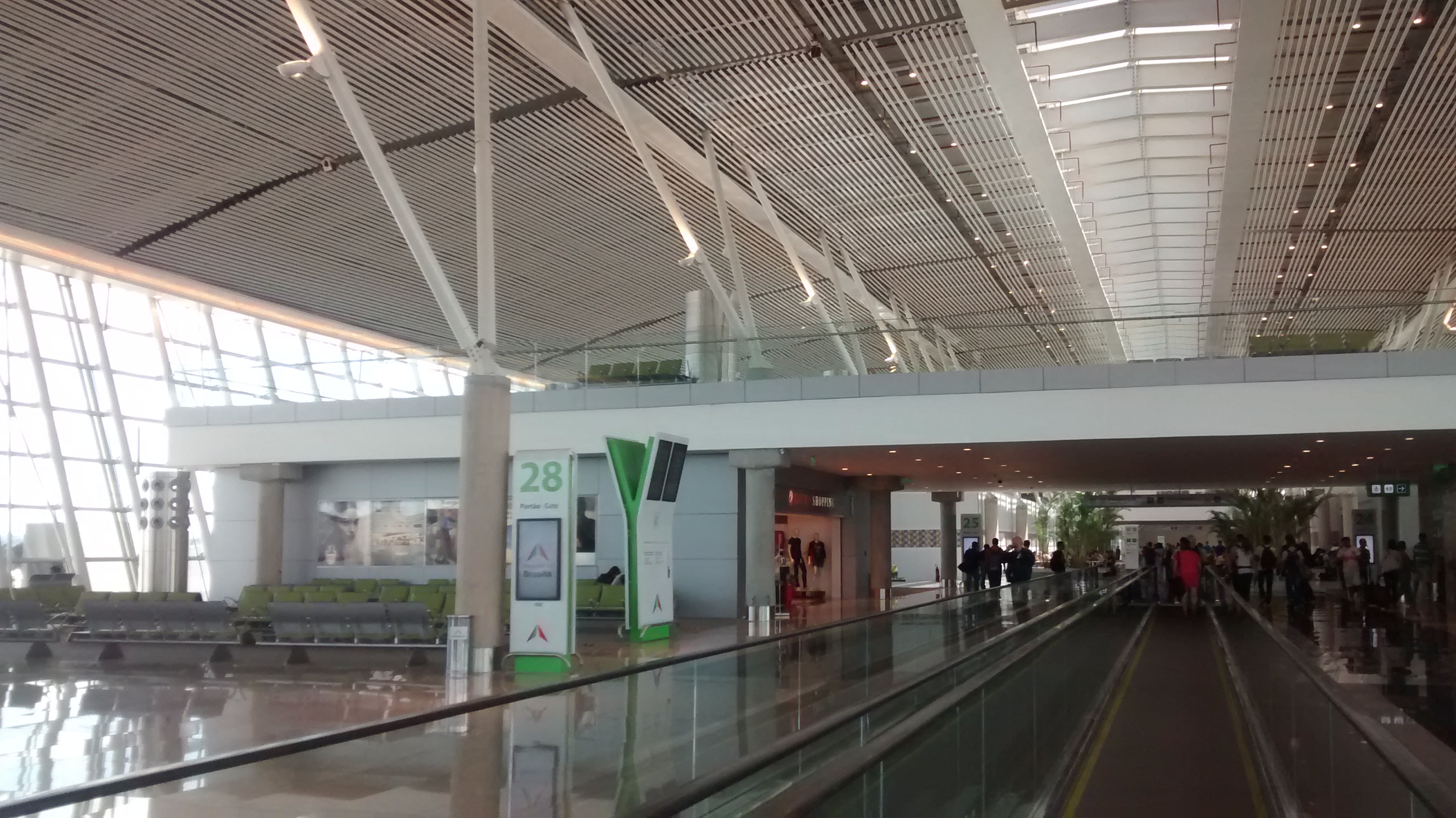
Saguão Sul do BSB. O saguão está conectado ao terminal principal da BSB e foi inaugurado em abril de 2014.

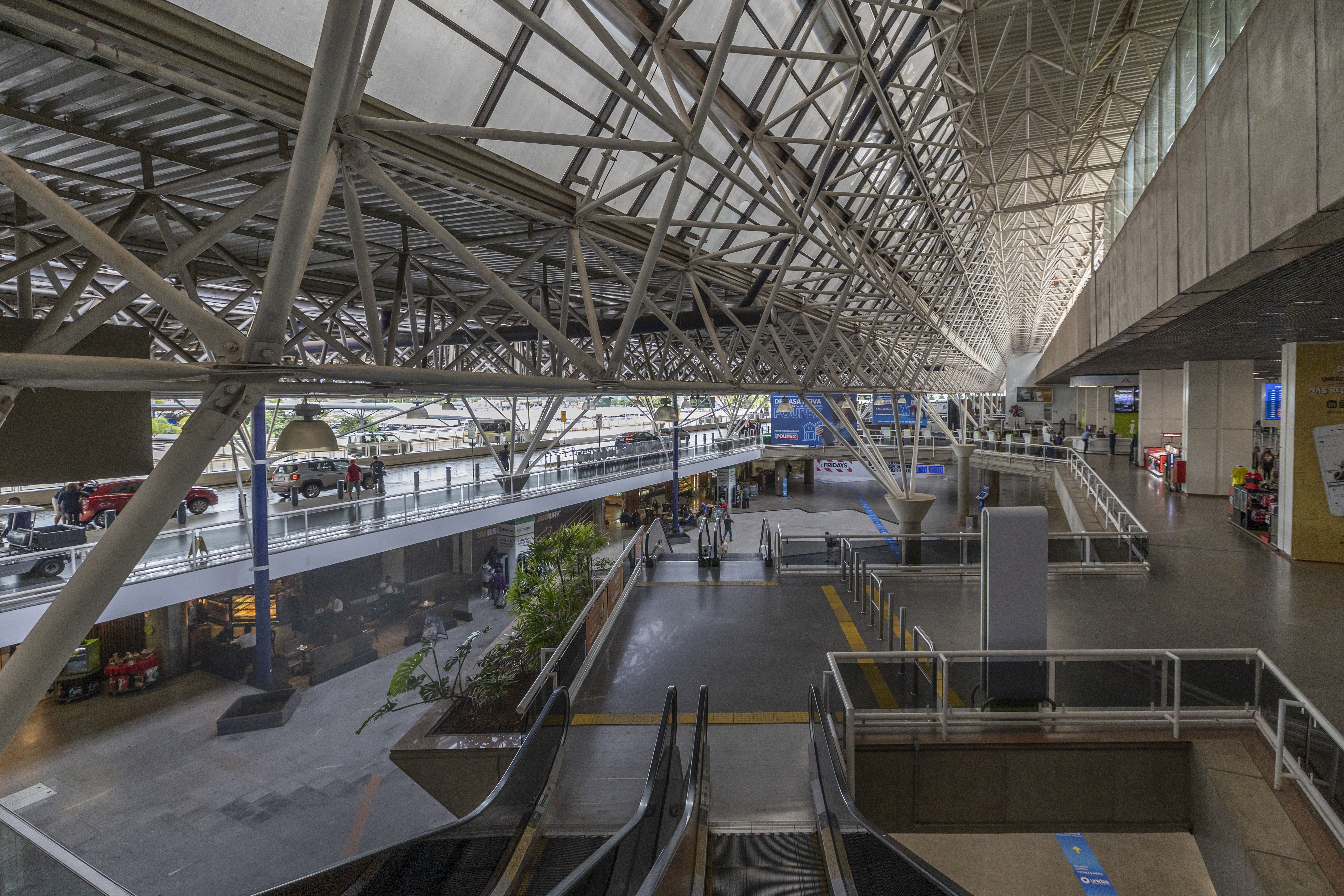
Interior do terminal

Em 1990, o aeroporto passou por sua primeira grande reforma e passou a ganhar a forma atual com um corpo central e dois edifícios satélites inicialmente planejados, mas apenas um concluído, a ala oeste. Desde 1990 está em reforma e ampliações, construídas pela Camargo Côrrea, seguindo projeto arquitetônico do arquiteto Sérgio Roberto Parada, com conclusão entre 2000 e 2004. A primeira fase incluiu a construção de um viaduto de acesso ao terminal de passageiros e cobertura metálica inaugurado em 1992 e o primeiro edifício satélite circular, inaugurado em 1994, cujo formato lembra um disco ovni. Na segunda fase, o corpo principal do terminal de passageiros foi remodelado para incluir um shopping e o edifício satélite recebeu nove pontes de embarques. Em 2005, foi inaugurada uma segunda pista.
O antigo terminal de aviação geral construído originalmente em 1988 foi novamente reformado e transformado no Terminal de Passageiros 2. Foi aberto ao tráfego em 2 de agosto de 2010.
Em 31 de agosto de 2009, a Infraero divulgou um plano de investimento no valor de 514,8 milhões de reais para a reforma do aeroporto, com foco nos preparativos para a Copa do Mundo FIFA de 2014, sendo Brasília uma das cidades-sede, e dos Jogos Olímpicos de Verão de 2016 que foram realizados no Rio de Janeiro:
- Ampliação de pátios e pistas de táxi (R$ 34,5 milhões). Concluído em abril de 2013
- Reforma do terminal de passageiros existente (R$ 22,5 milhões). Concluído em novembro de 2015
- Ampliação do terminal de passageiros (R$ 439 milhões). Concluído em abril de 2015
- Estacionamento (R$ 18 milhões). Concluído em abril de 2014

Respondendo às críticas à situação de seus aeroportos, em 18 de maio de 2011, a Infraero divulgou uma lista avaliando alguns de seus aeroportos mais importantes de acordo com seus níveis de saturação. Segundo a lista, Brasília foi considerado criticamente saturado, operando acima de 85% de sua capacidade.

### Concessão

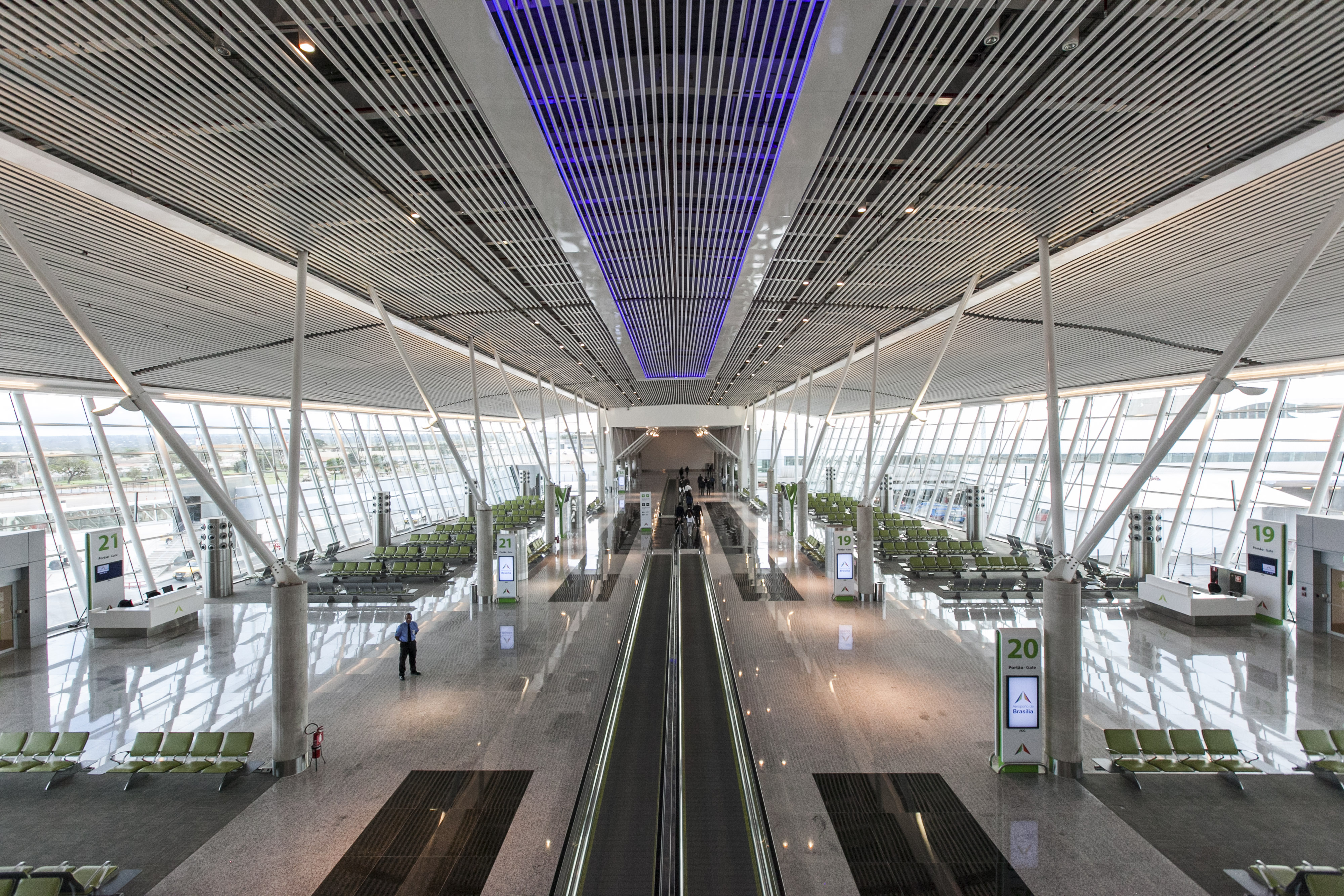
Novo Píer Sul

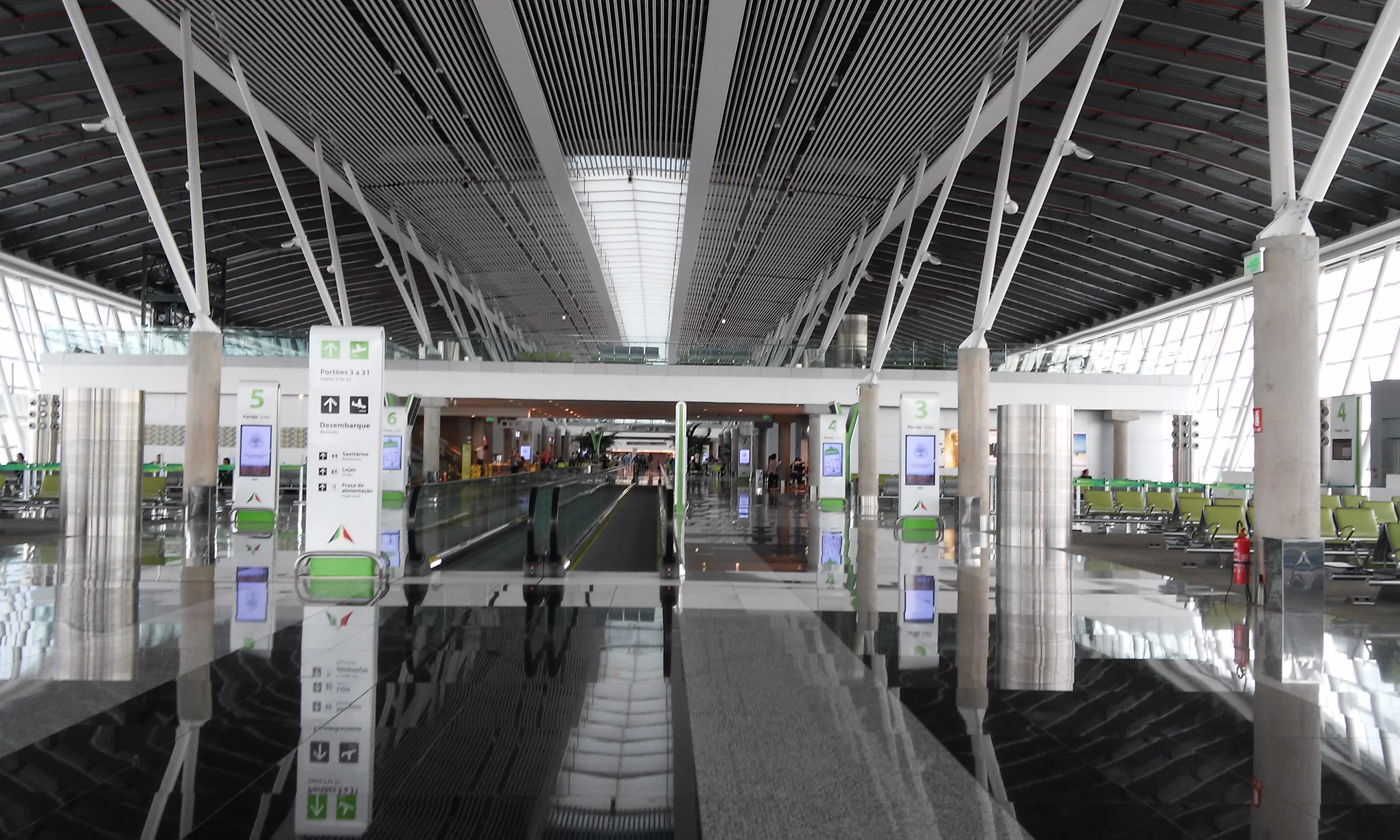
Píer Norte

Após decisão tomada em 26 de abril de 2011 pelo governo federal para que empresas privadas obtivessem concessões para operar alguns aeroportos da Infraero, em 6 de fevereiro de 2012, a administração do aeroporto foi concedida por 25 anos ao Consórcio Inframérica, formado pelo Grupo Brasileiro de Engenharia Engevix (50 %) e o grupo argentino Corporación América (50 %). A Infraero, entidade estatal, detém 49% das ações da empresa constituída para administração.
Entre 2012 e 2014, o consórcio Inframérica investiu 1,2 bilhão de reais no aeroporto: reforma do terminal, aumentando o número de pistas de embarque de 13 para 29 e de 40 para 70 posições de aviões. Em abril de 2014, foi inaugurado o Saguão Sul, que atende voos domésticos.
Em novembro de 2015, a Força Aérea Brasileira autorizou que as pistas 29R/11L e 29L/11R fossem operadas simultaneamente, sendo o primeiro aeroporto na América do Sul com essas características, podendo operar até oitenta voos por hora. Em 2  de março de 2016 , a FAB suspendeu as operações simultâneas, após dois incidentes consecutivos nos quais as aeronaves, por erros de digitação, viraram para o mesmo lado, entrando em rota de choque. Em 18  de julho de 2016 , a operação simultânea das pistas foi retomada, com a implementação de cartas de procedimento diferentes e independentes para cada pista, de forma a eliminar a possibilidade de erros de programação.
Para 2016 até 2022 estavam previstos investimentos para a área internacional, construção de novos parques de estacionamento, quatro novos hotéis nas imediações, uma nova área de negócios e outras instalações, como um centro comercial, mas nada foi concretizado até meados de 2022.

## Dados e estatísticas

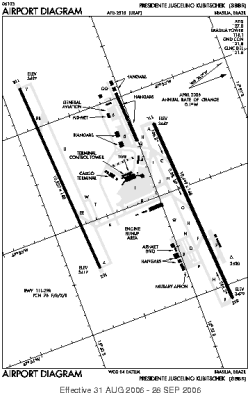
Diagrama do aeroporto

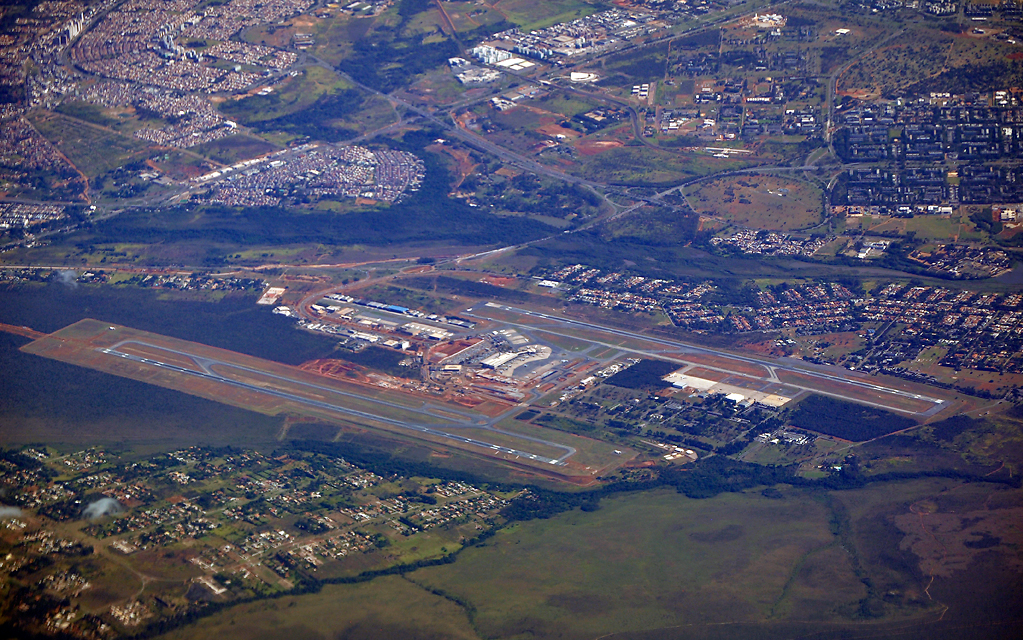
Imagem aérea do aeroporto

- Em média 15 mil pousos e decolagens por mês;
- Cerca de 183,8 mil pousos e decolagens em 2014;
- 96,4% dos voos são domésticos e 3,6% internacionais;[31]
- Média de movimento diário de 54 mil passageiros;[32]
- Recorde de movimentação diária de passageiros: mais de 67 mil passageiros em 20 de julho de 2015.[33]
- Mês mais movimentado da história: julho de 2015, com 1,91 milhão de passageiros.[34]
- Rota aérea mais longa operada a partir do aeroporto: Brasília-Lisboa.
- Rota aérea mais curta operada a partir do aeroporto: Brasília-Goiânia.[35]

| Ano  | Movimento (Passageiros) | %       | Rank |
| ---- | ----------------------- | ------- | ---- |
| 2003 | 6.840.843               | ---     | 3    |
| 2004 | 9.926.786               | +45,1%  | 3    |
| 2005 | 9.426.569               | -5%     | 3    |
| 2006 | 9.699.911               | +2,8%   | 3    |
| 2007 | 11.119.872              | +14,6%  | 3    |
| 2008 | 10.443.393              | -6%     | 4    |
| 2009 | 12.213.825              | +16,95% | 3    |
| 2010 | 14.347.061              | +15,8%  | 3    |
| 2011 | 15.398.737              | +7,3%   | 3    |
| 2012 | 15.891.530              | +3,2%   | 4    |
| 2013 | 16.489.987              | +3,8%   | 4    |
| 2014 | 18.146.405              | +10%    | 2    |
| 2015 | 19.821.796              | +9,2%   | 2    |
| 2016 | 17.947.153              | -10%    | 3    |
| 2017 | 16.912.680              | -6,1%   | 3    |
| 2018 | 17.855.163              | +5,57%  | 3    |
| 2019 | 16.727.177              | -6,3%   | 3    |
| 2020 | 7.848.297               | -53,08% | 2    |
| 2021 | 10.499.097              | +33,77% | 2    |

| Rank | Cidade                           | Passageiros (Somente embarques) | Companhias                |
| ---- | -------------------------------- | ------------------------------- | ------------------------- |
| 1    | São Paulo, SP (CGH) e (GRU)      | 1.841.161                       | Avianca, Azul, GOL, LATAM |
| 2    | Rio de Janeiro, RJ (SDU) e (GIG) | 1.069.894                       | Avianca, Azul, GOL, LATAM |
| 3    | Belo Horizonte, MG (CNF)         | 520.628                         | Azul, GOL, LATAM          |
| 4    | Salvador, BA                     | 401.189                         | Avianca, GOL, LATAM       |
| 5    | Campinas, SP                     | 396.141                         | Azul, GOL, LATAM          |
| 6    | Recife, PE                       | 395.099                         | Avianca, GOL, LATAM       |
| 7    | Cuiabá, MT                       | 310.008                         | Avianca, Azul, GOL, LATAM |
| 8    | Palmas, TO                       | 298.235                         | Azul, GOL, LATAM e Sete   |
| 9    | Goiânia, GO                      | 291.957                         | Avianca, GOL, LATAM       |
| 10   | Manaus, AM                       | 258.637                         | GOL, LATAM                |

| Rank | Cidade                           | Passageiros (embarques+desembarques) | Companhias                           |
| ---- | -------------------------------- | ------------------------------------ | ------------------------------------ |
| 1    | Miami, EUA                       | 184.864                              | American Airlines, Gol Linhas Aéreas |
| 2    | Lisboa, Portugal                 | 111.650                              | TAP Portugal                         |
| 3    | Cidade do Panamá, Panamá         | 108.097                              | Copa Airlines                        |
| 5    | Buenos Aires, Argentina          | 78.255                               | LATAM Brasil Gol Linhas Aéreas       |
| 8    | Havana, Cuba                     | 12.935                               | Cubana de Aviación                   |
| 9    | Punta Cana, República Dominicana | 6.069                                | LATAM Brasil                         |
| 10   | Orlando, EUA                     | 2.892                                | American Airlines, Gol Linhas Aéreas |
| 11   | Cancún México                    |                                      | Gol Linhas Aéreas                    |
| 12   | Santiago Chile                   |                                      | LATAM Chile                          |
| 13   | Lima Peru                        |                                      | LATAM Peru                           |
| 14   | Assunção Paraguai                |                                      | LATAM Brasil (operado pela Paranair) |

### Acidentes e incidentes
- 22 de dezembro de 1962: um Varig Convair CV-240, matrícula PP-VCQ, voando de Belo Horizonte-Pampulha para Brasília, desceu abaixo da altitude prescrita durante a aproximação final para Brasília, bateu em árvores, derrapou e caiu para o lado. Um membro da tripulação morreu.[38]
- 25 de abril de 1970: um Boeing 737-200 da VASP em rota de Brasília para Manaus-Ponta Pelada foi sequestrado por uma pessoa que exigia ser levada de avião para Cuba. O sequestro durou um dia.[39]
- 14 de maio de 1970: um Boeing 737-200 da VASP em rota de Brasília para Manaus-Ponta Pelada foi sequestrado por uma pessoa que exigia ser levado de avião para Cuba. A duração do sequestro também foi de um dia.[40]
- 22 de fevereiro de 1975: um Boeing 737-200 da VASP, matrícula PP-SMU, na rota de Goiânia para Brasília, foi sequestrado por uma pessoa que exigia resgate. O sequestrador foi morto.[41]
- 25 de maio de 1982: um Boeing 737-200 da VASP, registro PP-SMY, fez um pouso forçado em Brasília durante o tempo chuvoso. A aeronave derrapou para fora da pista, partindo-se em duas. Dois passageiros, entre os 118 ocupantes, morreram.[42]
- 18 de março de 1991: um Air Conesul Táxi Aéreo Learjet 25 caiu durante uma aproximação noturna a 8 km (5mls) do aeroporto. Todos os quatro ocupantes morreram.[43]